# Малесија (Северна Македонија)
Малесија (алб. Malësia) или Струшка Малесија (алб. Malësia e Strugës) је планински предео, географска област у југозападном делу Северне Македоније, на крајњем североистоку општине Струга, карактеристичан по својој историји, етнологији и култури.

## Географија
Област Малесија је смештена на подручју планине Караорман. Обухвата цео слив Збашке реке или Големе реке, десне притоке Црног Дрима. На истоку се граничи са облашћу Дебарца, на северозападу са Дебарском жупом, на западу је дебарски Дримкол, а на југу Струшко поље. Рељеф је ридски и планински, са планинском климом.

## Насељена места
У област Малесија улазе следећа насеља струшке општине: Присовјани, Збажди, Р'жаново, Локов, Селци и Буринец.

## Становништво
Предео Малесије некада је имао око хиљаду становника. Процеси миграција условили су напуштање планинских предела у периоду после Другог светског рата и нагле индустријализације земље.
Данас су села Р'жаново и Локов потпуно напуштена, а у Присовјанима и Збаждима живи укупно око 20-так становника. Најчешћи правци миграције су Струга, Охрид и Скопље. Велики део становника прилепског села Ново Лагово потиче из Малесије. Осим по Северној Македонији, становништво Малесије расељено је широм света, а велики део је после Другог светског рата колонизован у панчевачко село Јабука, у Банату.